# Mistrzostwa Wielkopolski w Programowaniu Zespołowym
Mistrzostwa Wielkopolski w Programowaniu Zespołowym (MWPZ) – największe w Polsce zawody stacjonarne w programowaniu zespołowym, odbywające się w Poznaniu. Ponadto, ze względu na dużą liczbę uczestników, są jednymi z największych stacjonarnych zawodów w programowaniu zespołowym na świecie. Zawody odbywają się równolegle na dwóch uczelniach organizujących: Politechnice Poznańskiej i Uniwersytet im. Adama Mickiewicza w Poznaniu.
Charakter Mistrzostw jest otwarty, tzn. mogą w nich uczestniczyć wszyscy chętni, bez względu na wiek i narodowość. Drużyny składające się z zawodników poniżej 19 roku życia posiadają status juniorów.
Od 2005 roku do startu są dopuszczeni zawodnicy "zdalni", tzn. tacy którzy startują w zawodach on-line. Posiadają oni osobny ranking.

## Historia
Idea Mistrzostw Wielkopolski wywodzi się wprost z lokalnych konkursów w programowaniu zespołowym organizowanych przez Instytut Informatyki Politechniki Poznańskiej (m.in. Wiosenny Turniej w Programowaniu Zespołowym) oraz Wydział Matematyki i Informatyki Uniwersytetu im. Adama Mickiewicza.

### Początki
W 2002 roku Koło Naukowe „BooBoo” przy Instytucie Informatyki Politechniki Poznańskiej oraz Koło Naukowe Informatyków przy Wydziale Matematyki i Informatyki Uniwersytetu im. Adama Mickiewicza rozpoczęły współpracę, której wynikiem stały się wspólne sparingi w programowaniu zespołowym. Dzięki wzajemnej pomocy, imprezy organizowane przez wyżej wymienione instytucje i koła, stawały się coraz bardziej popularne w obrębie całego Poznania. Zorganizowanych zostało bardzo wiele sparingów, nie tylko na tych uczelniach, ale także udało się rozpropagować idee programowania zespołowego na inne ośrodki naukowe w kraju (AE Poznań, III LO Gorzów Wielkopolski, VIII LO Poznań) i zagranicą (Universidade de Aveiro).

### I Mistrzostwa
W 2003 roku nadszedł czas by połączyć siły naszych ośrodków akademickich i zorganizować wspólnie naprawdę dużą imprezę. W ten sposób powstały I Mistrzostwa Wielkopolski w Programowaniu Zespołowym. Spotkaliśmy się wówczas z nadspodziewanie dużym zainteresowaniem wśród młodych informatyków. W zawodach wystartowało prawie 250 zawodników. Poza reprezentantami liceów i uczelni wyższych z Wielkopolski, mieliśmy zaszczyt gościć drużyny z najważniejszych ośrodków informatycznych w Polsce. Wśród nich światowa czołówka programistów, łącznia z ówczesnymi mistrzami świata w programowaniu zespołowym. I miejsce i tytuł Mistrzów Wielkopolski wywalczyli reprezentanci Uniwersytetu Warszawskiego w składzie: Tomasz Malesiński, Krzysztof Onak oraz Paweł Parys. II miejsce wywalczyli reprezentanci Uniwersytetu Jagiellońskiego w składzie: Grzegorz Gutowski, Arek Pawlik oraz Paweł Walter. III miejsce wywalczyli reprezentanci Uniwersytetu Wrocławskiego w składzie: Michał Bartoszkiewicz, Paweł Olchawa oraz Maciej Popowicz. Ze względu na dużą liczbę uczniów szkół średnich postanowiliśmy przyznać nagrodę dla najlepszego zespołu wśród nich. Nagrodę tę otrzymała drużyna z VIII Liceum Ogólnokształcącego w Poznaniu w składzie: Jakub Bartkowiak, Łukasz Goral, Bartosz Kukawka.

### II Mistrzostwa
W 2004 roku po sukcesie I MWPZ, odbyła się druga edycja Mistrzostw. W zawodach wystartowało ponad 400 zawodników. Pomagało nam blisko 60 organizatorów. Zawody odbywały się równolegle w laboratoriach Politechniki Poznańskiej i Uniwersytetu im. A. Mickiewicza, które są oddalone od siebie o prawie 10 kilometrów. System automatycznego sprawdzania zadań składał się z klastra 10 serwerów. W ten sposób II Mistrzostwa Wielkopolski w Programowaniu Zespołowym przeszły do historii jako największe stacjonarne zawody programistyczne w Polsce. I miejsce i tytuł Mistrzów Wielkopolski wywalczyli reprezentanci Uniwersytetu Jagiellońskiego w składzie: Paweł Walter, Bartosz Walczak oraz Jan Prazuch. II miejsce wywalczyli reprezentanci Uniwersytetu Warszawskiego w składzie: Marek Cygan, Piotr Stańczyk oraz Marcin Pilipczuk. III miejsce wywalczyli reprezentanci Uniwersytetu Warszawskiego w składzie: Paweł Parys, Bartłomiej Romański oraz Marcin Michalski. Podobnie jak w pierwszej edycji Mistrzostw postanowiliśmy przyznać nagrodę dla najlepszego zespołu w kategorii szkół średnich. Nagrodę tę otrzymała drużyna z III Liceum im. Marynarki Wojennej w Gdyni w składzie: Kuba Kallas, Kuba Łącki oraz Filip Wolski.

### III Mistrzostwa
W 2005 roku po sukcesie poprzednich MWPZ, przyszła kolej na trzecią edycję Mistrzostw. W zawodach wystartowało prawie 500 zawodników. W organizacji brało udział blisko 100 osób. Mistrzostwa zagościły znaczącymi relacjami w mediach. Zawody ponownie odbywały się równolegle w laboratoriach Politechniki Poznańskiej i Uniwersytetu im. A. Mickiewicza, a system automatycznego sprawdzania zadań składał się z klastra 12 serwerów. Po raz pierwszy na zawodach brały udział drużyny z zagranicy (Węgier oraz Portugalii). Dzięki temu III Mistrzostwa Wielkopolski w Programowaniu Zespołowym przeszły do historii jako największe stacjonarne zawody programistyczne nie tylko w Polsce, ale także naszej części Europy. I miejsce i tytuł Mistrzów Wielkopolski wywalczyli reprezentanci Uniwersytetu Jagiellońskiego w składzie: Arkadiusz Pawlik, Bartosz Walczak oraz Paweł Walter. II miejsce wywalczyli reprezentanci Uniwersytetu Wrocławskiego w składzie: Paweł Gawrychowski, Jakub Łopuszański oraz Tomasz Wawrzyniak. III miejsce wywalczyli reprezentanci Uniwersytetu Warszawskiego w składzie: Krzysztof Dulęba, Marek Żylak oraz Jakub Łącki. Podobnie jak w poprzednich edycjach Mistrzostw przyznano także nagrodę dla najlepszego zespołu w kategorii szkół średnich. Otrzymała ją drużyna z III Liceum im. Marynarki Wojennej w Gdyni w składzie: Dawid Wieloszyński oraz Filip Wolski.

### IV Mistrzostwa
W 2006 roku po wyjątkowym sukcesie poprzednich MWPZ zostały zorganizowane IV Mistrzostwa. W tym roku spotkaliśmy się z tak dużym zainteresowaniem, że niektórzy zawodnicy znaleźli formularz rejestracyjny przed jego oficjalnym ogłoszeniem. Ostatecznie limit 400 uczestników został osiągnięty w ciągu 3 dni od ogłoszenia startu rejestracji i ostateczne uczestnictwo musiało być potwierdzone zawodami eliminacyjnymi. Informacje szczegółowe na temat IV Mistrzostw Wielkopolski w Programowaniu Zespołowym można znaleźć na oficjalnej stronie zawodów. I miejsce i tytuł Mistrzów Wielkopolski wywalczyli reprezentanci Uniwersytetu Warszawskiego w składzie: Jakub Łącki, Jakub Radoszewski, Szymon Acedański. II miejsce wywalczyli reprezentanci Uniwersytetu Jagiellońskiego i Akademii Górniczo-Hutniczej w składzie: Marcin Skotniczny (AGH), Bartosz Walczak (UJ), Arkadiusz Pawlik (UJ). III miejsce wywalczyli reprezentanci Uniwersytetu Warszawskiego w składzie: Marcin Pilipczuk, Filip Wolski, Marek Cygan. Nagrodę dla najlepszej drużyny w kategorii szkół średnich otrzymała drużyna reprezentująca V LO im. A. Witkowskiego w Krakowie w składzie: Maciej Kruk, Kamil Kraszewski, Krzysztof Danielowski.

### V Mistrzostwa
W 2007 roku organizatorem jubileuszowej edycji MWPZ był tylko Wydział Matematyki i Informatyki UAM. Było to spowodowane sprowadzeniem na lata 2007-2010 Akademickich Mistrzostw Polski w Programowaniu Zespołowym do Poznania (2 lata na PP i 2 lata na UAM). W zawodach wystartowało ponad 300 zawodników. W organizacji brało udział blisko 50 osób. V edycja MWPZ okazała się dużym sukcesem co zostało uwieńczone spożyciem ponad 10-kilogramowego tortu. Informacje szczegółowe na temat V Mistrzostw Wielkopolski w Programowaniu Zespołowym można znaleźć na oficjalnej stronie zawodów.
I miejsce i tytuł Mistrzów Wielkopolski wywalczyli reprezentanci Uniwersytetu Jagiellońskiego w składzie: Rafał Józefowicz, Alan Meller, Bartosz Walczak. W latach 2007–2010 odbywały się w Poznaniu Akademickie Mistrzostwa Polski w Programowaniu Zespołowym. W latach 2007 i 2008 organizatorem była Politechnika Poznańska, a w 2009 i 2010 Uniwersytet im. A. Mickiewicza. W związku z bardzo zbliżonym terminem do naszych Mistrzostw tylko pierwszego roku Koło Naukowe Informatyków na Uniwersytecie im. A. Mickiewicza zdecydował się indywidualnie zorganizować MWPZ. Niestety ze względu na trudności w ustaleniu terminów na kolejne 3 lata zawody zostały zawieszone.

### VI Mistrzostwa
W 2011 roku po trzyletniej przerwie w organizacji MWPZ, przyszła kolej na szóstką edycję Mistrzostw. W zawodach wystartowało ok. 400 zawodników. W organizacji brało udział ponad 50 osób. Mistrzostwa zagościły znaczącymi relacjami w mediach. Zawody ponownie odbywały się równolegle w laboratoriach Politechniki Poznańskiej i Uniwersytetu im. A. Mickiewicza. System automatycznego sprawdzania zadań składał się z klastra 9 serwerów (tzw. silników sprawdzających) oraz 4 serwerów utrzymujących aplikacje Web. Informacje szczegółowe na temat VI Mistrzostw Wielkopolski w Programowaniu Zespołowym można znaleźć na oficjalnej stronie zawodów. I miejsce i tytuł Mistrzów Wielkopolski wywalczyli reprezentanci Uniwersytetu Warszawskiego w składzie: Tomasz Kulczyński, Jakub Pachocki, Wojciech Śmietanka. II miejsce wywalczyli reprezentanci Uniwersytetu Jagiellońskiego w składzie: Robert Obryk, Adam Polak, Maciej Wawro. III miejsce wywalczyli reprezentanci Uniwersytetu Wrocławskiego w składzie: Jakub Tarnawski, Michał Flendrich, Damian Straszak. Nagrodę dla najlepszej drużyny w kategorii szkół średnich otrzymała drużyna z Wrocławia w składzie Bartłomiej Dudek (XIV LO), Mateusz Gołębiewski (XIV LO), Michał Łowicki (III LO).

### VII Mistrzostwa
7-8 grudnia 2012 roku odbyły się na Uniwersytecie im. A. Mickiewicza, VII Mistrzostwa Wielkopolski w Programowaniu Zespołowym Kuzniewski.pl. Sponsorem tytularnym zawodów została firma Kuzniewski.pl. W zawodach wystartowało prawie 300 zawodników. Mistrzostwa zagościły znaczącymi relacjami w mediach. System automatycznego sprawdzania zadań składał się z klastra 8 serwerów (tzw. silników sprawdzających) oraz 2 serwerów utrzymujących aplikacje Web. Informacje szczegółowe na temat VII Mistrzostw Wielkopolski w Programowaniu Zespołowym można znaleźć na oficjalnej stronie zawodów. I miejsce i tytuł Mistrzów Wielkopolski reprezentanci połączonych sił Google, Uniwersytetu Warszawskiego i CodiLime w składzie: Tomasz Kulczyński, Jakub Pachocki, Piotr Niedźwiedź. II miejsce wywalczyli reprezentanci Uniwersytetu Warszawskiego w składzie: Marcin Andrychowicz, Maciej Klimek, Tomasz Kociumaka. III miejsce wywalczyli reprezentanci Uniwersytetu Wrocławskiego w składzie: Jakub Tarnawski, Damian Straszak, Anna Piekarska. Nagrodę dla najlepszej drużyny w kategorii junior otrzymała drużyna z XIV LO we Wrocławiu w składzie Bartosz Kostka, Daniel Danielski, Tomasz Syposz.

### VIII Mistrzostwa
W dniach 6-7 grudnia 2013 roku odbyły się na Uniwersytecie im. Adama Mickiewicza w Poznaniu VIII Mistrzostwa Wielkopolski w Programowaniu Zespołowym. Z roku na rok w wydarzeniu bierze udział coraz więcej osób,tym razem liczba dobiła do 400 zawodników. Całe wydarzenie było głośno relacjonowane w mediach, a uczestnicy długo rozprawiali na temat rozwiązań. System automatycznego sprawdzania zadań składał się z klastra 8 serwerów (tzw. silników sprawdzających) oraz 2 serwerów utrzymujących aplikacje Web. Informacje szczegółowe na temat VIII Mistrzostw Wielkopolski w Programowaniu Zespołowym można znaleźć na oficjalnej stronie stronie zawodów. I miejsce i tytuł Mistrzów Wielkopolski obrońcy tytułu sprzed roku „Warsaw Forfiters” w składzie: Tomasz Kulczyński, Jakub Pachocki i Wojciech Śmietanka. II miejsce wywalczyli reprezentanci Uniwersytetu Warszawskiego drużyna „UW Ziemniaki” w składzie: Tomasz Kociumaka, Jarosław Błasiok, Jakub Oćwieja. III miejsce wywalczyli reprezentanci Uniwersytetu Warszawskiego drużyna „Looking for a Challenge?” w składzie: Tomasz Idziaszek, Jakub Łącki, Jakub Radoszewski. Nagrodę dla najlepszej drużyny w kategorii „Junior” otrzymała drużyna „Naprawdę robimy pompki z klaśnięciem za plecami” w składzie: Michał Glapa, Szymon Łukasz (uczniowie V Liceum Ogólnokształcącego im. Augusta Witkowskiego w Krakowie) oraz Karol Kaszuba (uczeń XIV Liceum Ogólnokształcącego im. Stanisława Staszica w Warszawie).

### IX Mistrzostwa
W dniach 5-6 grudnia 2014 roku odbyły się na Uniwersytecie im. Adama Mickiewicza w Poznaniu i na Politechnice Poznańskiej IX Mistrzostwa Wielkopolski w Programowaniu Zespołowym. Tegoroczne zawody były największymi w historii MWPZ. Wzięło w nich udział prawie 450 zawodników, na których czekało 12 zadań o różnych poziomach trudności. System automatycznego sprawdzania zadań składał się z klastra 8 serwerów (tzw. silników sprawdzających) oraz 2 serwerów utrzymujących aplikacje Web.
I miejsce i tytuł Mistrzów Wielkopolski wywalczyli obrońcy tytułu sprzed roku, drużyna „Warsaw Forfiters” w składzie: Przemysław Dębiak, Tomasz Kulczyński i Wojciech Śmietanka. 
II miejsce wywalczyli reprezentanci Uniwersytetu Warszawskiego drużyna „Warsaw Wombats” w składzie: Adam Karczmarz, Wojciech Nadara, Marcin Smulewicz. 
III miejsce wywalczyli reprezentanci Uniwersytetu Jagiellońskiego drużyna „Jagiellonian Nic By Nie Dało” w składzie: Piotr Bejda, Grzegorz Guśpiel, Michał Seweryn.
Nagrodę dla najlepszej drużyny w kategorii „Junior” otrzymała drużyna „Aardvarks” w składzie: Alicja Chaszczewicz, Agnieszka Dudek oraz Jarek Kwiecień, reprezentanci XIV LO we Wrocławiu. W pierwszej dziesiątce rankingu znalazły się aż dwie drużyny reprezentujące szkoły średnie.

## Zwycięzcy MWPZ
| Lp | Rok  | Miasto          | Uczelnia             | Drużyna                                                         | I zawodnik        | II zawodnik        | III zawodnik       |
| -- | ---- | --------------- | -------------------- | --------------------------------------------------------------- | ----------------- | ------------------ | ------------------ |
| 1  | 2003 | Warszawa        | UW                   | New Eagles                                                      | Tomasz Malesiński | Paweł Parys        | Krzysztof Onak     |
| 2  | 2004 | Kraków          | UJ                   | Uniwersytet Jagielloński                                        | Paweł Walter      | Bartosz Walczak    | Jan Prazuch        |
| 3  | 2005 | Kraków          | UJ                   | Jagiellonian One                                                | Bartosz Walczak   | Paweł Walter       | Arkadiusz Pawlik   |
| 4  | 2006 | Warszawa        | UW                   | Warsaw Falcons                                                  | Jakub Radoszewski | Jakub Łącki        | Szymon Acedański   |
| 5  | 2007 | Kraków          | UJ                   | Jagiellonian Bar                                                | Rafał Józefowicz  | Alan Meller        | Bartosz Walczak    |
| 6  | 2011 | Warszawa        | UW                   | Warsaw Forfiters                                                | Tomasz Kulczyński | Jakub Pachocki     | Wojciech Śmietanka |
| 7  | 2012 | Warszawa        | Google, UW, CodiLime | Warsaw Forfiters                                                | Tomasz Kulczyński | Jakub Pachocki     | Piotr Niedźwiedź   |
| 8  | 2013 | Warszawa        | UW                   | Warsaw Forfiters                                                | Tomasz Kulczyński | Jakub Pachocki     | Wojciech Śmietanka |
| 9  | 2014 | Warszawa        | UW                   | Warsaw Forfiters                                                | Tomasz Kulczyński | Wojciech Śmietanka | Przemysław Dębiak  |
| 10 | 2015 | Warszawa        | UW                   | Som Merek                                                       | Marek Sommer      | Kamil Dębowski     | Błażej Magnowski   |
| 11 | 2016 | Kraków          | Facebook, UJ         | Jagiellonian Arachnoquake                                       | Igor Adamski      | Adam Polak         | Piotr Bejda        |
| 12 | 2019 | Warszawa/Kraków | Google & Youtube, UW | Wyzwoliciele Tłamszonych Atawizmów dawniej znani jako Som Merek | Kamil Dębowski    | Błażej Magnowski   | Marek Sommer       |

## Statystyki MWPZ
| Lp | Rok  | Liczba zawodników lokalnych | Liczba drużyn lokalnych | Liczba zawodników zdalnych | Liczba zadań | Czas i liczba zadań zwycięzców |
| -- | ---- | --------------------------- | ----------------------- | -------------------------- | ------------ | ------------------------------ |
| 1  | 2003 | 265                         | 96                      | 0                          | 10           | 10 (31:28:13)                  |
| 2  | 2004 | 435                         | 149                     | 0                          | 11           | 11 (21:28:10)                  |
| 3  | 2005 | 434                         | 150                     | 103                        | 10           | 7 (12:04:51)                   |
| 4  | 2006 | 436                         | 149                     | b.d.                       | 10           | 8 (17:28:46)                   |
| 5  | 2007 | 310                         | 105                     | b.d.                       | 10           | 9 (28:09:00)                   |
| 6  | 2011 | 327                         | 109                     | b.d.                       | 12           | 12 (26:31:49)                  |
| 7  | 2012 | 289                         | 98                      | b.d.                       | 10           | 9 (28:09:00)                   |
| 8  | 2013 | 383                         | 132                     | b.d.                       | 12           | 9 (14:03:30)                   |
| 9  | 2014 | 426                         | 142                     | b.d.                       | 12           | 9 (22:11:17)                   |
| 10 | 2015 | 397                         | 135                     | 3                          | 12           | 11 (34:42:16)                  |
| 11 | 2016 | 446                         | 151                     | b.d.                       | 12           | 10 (26:44:18)                  |

## Organizatorzy MWPZ
| Lp | Rok  | Organizatorzy                                                                                |
| -- | ---- | -------------------------------------------------------------------------------------------- |
| 1  | 2003 | Politechnika Poznańska, Polskie Towarzystwo Informatyczne, Uniwersytet im. Adama Mickiewicza |
| 2  | 2004 | Politechnika Poznańska, Polskie Towarzystwo Informatyczne, Uniwersytet im. Adama Mickiewicza |
| 3  | 2005 | Politechnika Poznańska, Polskie Towarzystwo Informatyczne, Uniwersytet im. Adama Mickiewicza |
| 4  | 2006 | Politechnika Poznańska, Polskie Towarzystwo Informatyczne, Uniwersytet im. Adama Mickiewicza |
| 5  | 2007 | Uniwersytet im. Adama Mickiewicza                                                            |
| 6  | 2011 | Politechnika Poznańska, Uniwersytet im. Adama Mickiewicza                                    |
| 7  | 2012 | Uniwersytet im. Adama Mickiewicza                                                            |
| 8  | 2013 | Uniwersytet im. Adama Mickiewicza, Politechnika Poznańska                                    |
| 9  | 2014 | Uniwersytet im. Adama Mickiewicza, Politechnika Poznańska, Fundacja Science To Business      |
| 10 | 2015 | Uniwersytet im. Adama Mickiewicza, Politechnika Poznańska, Fundacja Science To Business      |
| 11 | 2016 | Uniwersytet im. Adama Mickiewicza, Politechnika Poznańska, Fundacja Science To Business      |